# Las bacantes

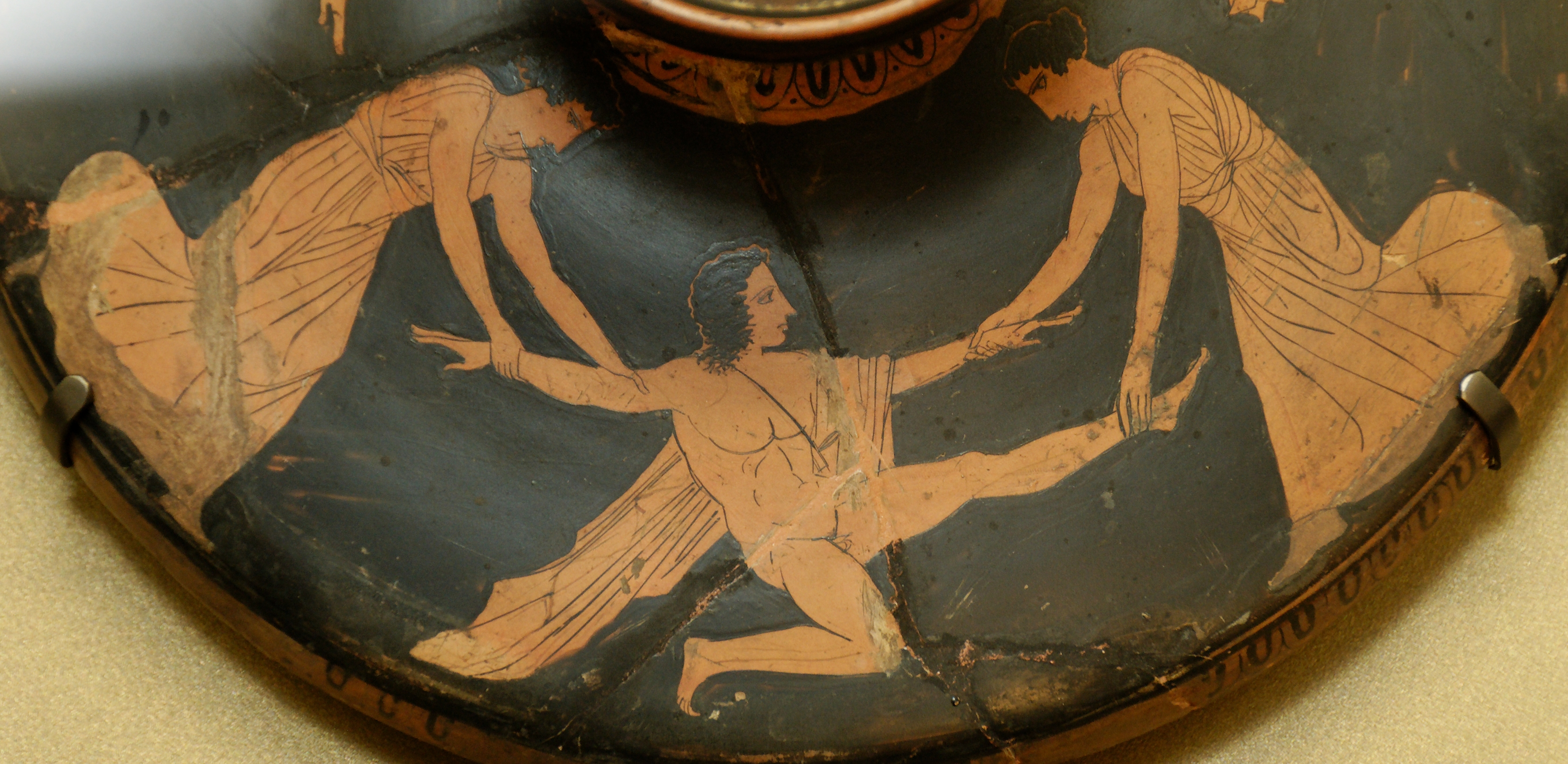
Detalle de la pintura de la tapa de un lekanis de cerámica ática de figuras rojas: Penteo desgarrado por Ino y Ágave. Ca. 450 - 425 a. C. Museo del Louvre.

Las Bacantes o Las Báquides (Βάκχαι) es el título de una tragedia de Eurípides datada en el año 409 a. C. y representada póstumamente, en el 405.

## Personajes
- Dioniso.
- Tiresias.
- Cadmo.
- Penteo.
- Un siervo.
- Dos mensajeros.
- Ágave.
- Coro de Bacantes.

## Argumento

### Marco
El dios Dioniso es hijo de Zeus y una mortal, Sémele, hija a su vez de Cadmo, el rey fundador de Tebas. Tras sus viajes por toda Asia Menor, Dioniso ha llegado cubierto con una piel de cabrito a Tebas, ciudad en la que se niega su condición de dios, acompañado por una comitiva de adoradoras formada por bacantes (adoradoras humanas) y ménades (ninfas de las fuentes). 
Las hermanas de Sémele difundieron el rumor de que ella se había acostado con algún mortal y Zeus la había fulminado por haberse inventado la historia de que se había acostado con él. Como castigo, Dioniso las hizo enloquecer y ahora practican también los ritos dionisíacos como bacantes. El rey Penteo, nieto de Cadmo, tampoco le ofrece libaciones. Dioniso ha llegado con la intención de demostrar que es un dios.

### Tiresias y Cadmo defienden el culto a Dioniso
Cadmo y el adivino Tiresias, ambos ancianos, se disponen a participar en los ritos en honor a Dioniso. Penteo llega explicando cómo las mujeres de Tebas han participado en esos ritos y tras beber vino se han entregado a la lujuria, por lo que ha ordenado apresarlas, así como a un extranjero que es el que  está difundiendo la creencia de que Dioniso es un dios.
Tiresias le explica cómo el divino Dioniso fue el que trajo el vino a Grecia y que con esa bebida se produce el dulce placer del sueño y el olvido de los males. Asimismo añade que el mito de que nació del muslo de Zeus es en realidad una deformación de la realidad, ya que lo que ocurrió es que Zeus formó un fantasma de Dioniso que ofreció como rehén a Hera y, por la similitud de las palabras «rehén» y «muslo» («hómeros» y «merós»), se gestó el mito. Además, señala que si algunas mujeres se entregan a la lujuria no es culpa de los ritos, sino del carácter de ellas.
Por su parte, Cadmo trata de hacer comprender a su nieto que quienes se creen mejores que los dioses sufren castigos divinos.

### Dioniso es capturado

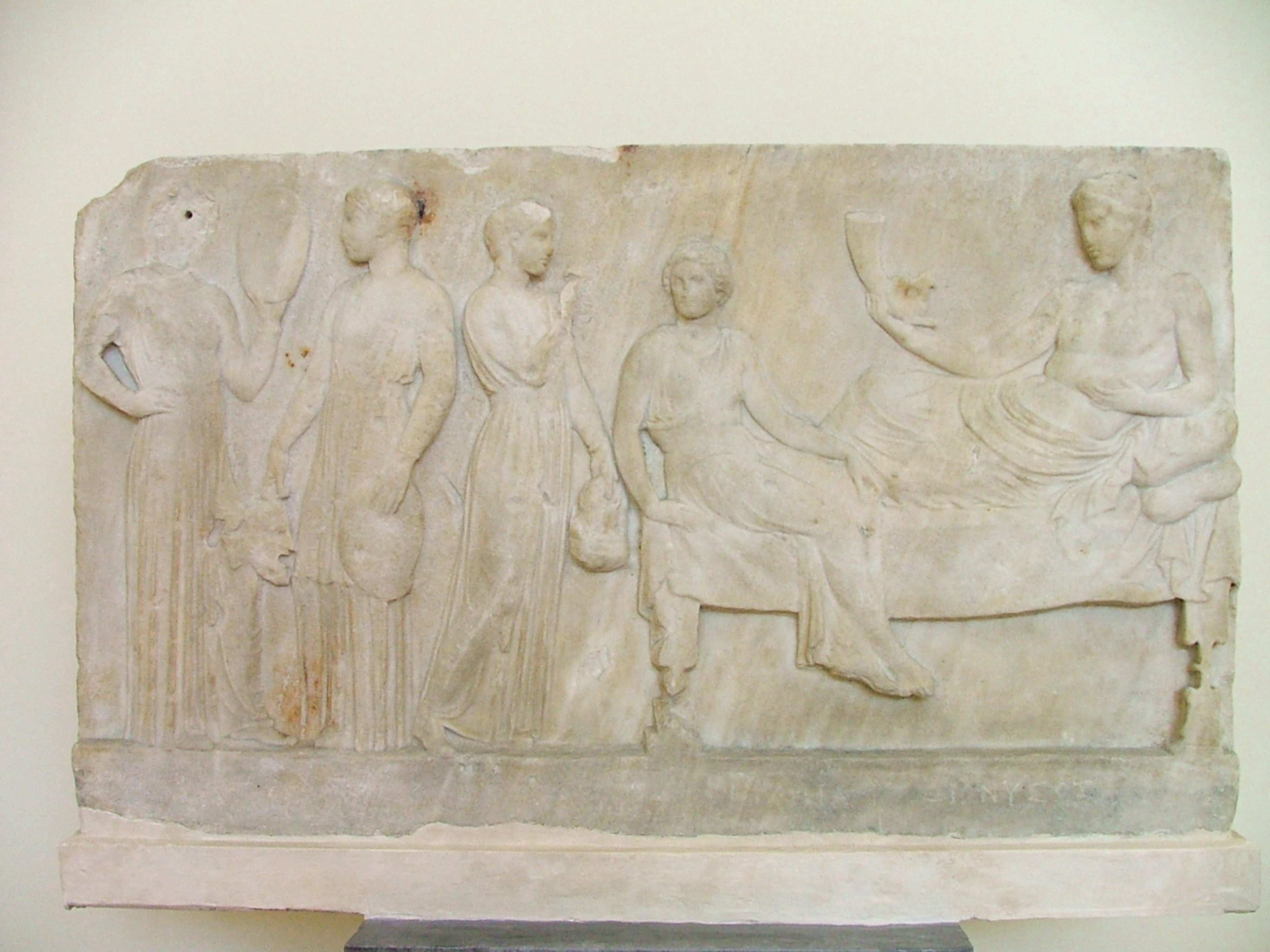
Relieve con Dioniso en un kline, dos actores con máscaras en las manos y Paideía. Ca. 400 a. C. Museo Arqueológico Nacional de Atenas.

Penteo no atiende a las razones de uno ni a las del otro, y apremia a sus siervos para que capturen al extranjero que va difundiendo el culto a Dioniso. El extranjero, que resulta ser el propio Dioniso, es capturado sin que oponga resistencia, y es encadenado. Sin embargo, las bacantes se escapan como por arte de magia.
Penteo interroga a Dioniso. Este le dice que es de la región de Lidia y que fue iniciado en el culto a Dioniso por el mismo dios, pero se niega a decirle qué tipo de ritos son los que practica y qué aspecto tiene Dioniso.
Penteo le dice que será castigado; le cortarán su pelo, le requisará un tirso que lleva consigo y será llevado a prisión.

### Ruina del palacio
Las bacantes se lamentan de que Dioniso esté encerrado y creen que pronto serán capturadas. Sin embargo, son llamadas por Dioniso, que se ha liberado de su encierro, y salen del palacio, que está a punto de derrumbarse. 
Explica a las bacantes lo sucedido: se ha burlado de Penteo haciéndole creer una ilusión. En realidad, Penteo ha encadenado a un toro que había en el establo, y, mientras tanto, el dios los estaba observando, y entonces ha provocado un terremoto que ha hecho temblar el palacio hasta dejarlo en ruinas, ha prendido fuego al sepulcro de su madre y ha creado un fantasma que Penteo ha intentado matar creyendo que era el prisionero. Penteo, feliz, ha matado al fantasma y se ha creído cubierto de gloria.

### Prodigios de las bacantes
Penteo aparece sorprendido por todo lo ocurrido y ve que Dioniso se ha liberado. Llega en ese momento un mensajero que cuenta a Penteo que tres coros de bacantes, dirigidas por Autónoe, Ágave (la propia madre de Penteo) e Ino, han sido halladas durmiendo y sin signos de lujuria. Al despertar, han hecho brotar una fuente de agua, otra de vino y un río de leche y miel del extremo de sus tirsos. Los boyeros y los pastores han tratado de hacer cumplir las órdenes de Penteo y capturar a las bacantes, pero éstas, armadas con sus tirsos, han descuartizado vacas y toros, han saqueado dos aldeas y han herido a los aldeanos, sin haber sufrido ellas el menor daño. A continuación, han ido a lavarse adonde habían hecho brotar las fuentes, y unas serpientes les han limpiado las mejillas con la lengua.

### Penteo ante las bacantes
El mensajero incita a su rey a que, en vista de tales prodigios, se apresure a reconocer a Dioniso como dios, pero Penteo no cede y prepara su ejército para matar a las bacantes; sin embargo, vacila ante la posibilidad de que las bacantes sigan obrando prodigios y hagan huir al ejército.
Penteo siente ahora curiosidad por ver con sus propios ojos el comportamiento de las bacantes, y Dioniso le indica que para poder hacerlo sin peligro deberá ponerse ropas de mujer.
Vestido así, es conducido por Dioniso hasta el monte Citerón, donde se hallan las bacantes. 
Un mensajero relata la muerte de Penteo: Dioniso ha aupado al rey Penteo a las ramas de un abeto para que observara a las bacantes, que habían sido arengadas por el mismo Dioniso para que se vengasen del rey, así que le han arrojado piedras y han desarraigado el abeto.
Caído al suelo, Penteo ha pedido a su madre, Ágave, que lo reconociera y no lo matara, pero ella y el resto de las bacantes, poseídas por Dioniso, han matado y han descuartizado al rey.
El coro de bacantes llega con Ágave a palacio, con la cabeza de Penteo entre las manos. Ágave muestra orgullosa a los tebanos la cabeza de lo que ella cree que es un animal salvaje, la cabeza de un león. Tras escuchar a Cadmo, Ágave entra en razón y comprende el crimen que ha cometido matando a su hijo debido a que ella, como Penteo, no reconocía como dios a Dioniso.
Este llega y dice que Cadmo será transformado en dragón y su esposa Harmonía en serpiente, y que, tras comandar un ejército y devastar ciudades, serán conducidos por Ares a las islas de los Bienaventurados. Ágave y sus hermanas son desterradas.